# Musée des Beaux-Arts de Nîmes
Musée des Beaux-Arts de Nîmes (francoska izgovorjava: [myze de boz‿aʁ də nim]) je muzej lepih umetnosti v Nîmesu v Franciji.

## Zgodovina
Ustanovljen je bil leta 1821 in je bil prvotno v Maison Carrée. Od leta 1907 je v stavbi, ki jo je zasnoval arhitekt Max Raphel na Square de la Mandragore na rue de la Cité Foulc. Maison Carrée je kmalu postal premajhen in leta 1902 je bil organiziran arhitekturni natečaj za novo stavbo. To je osvojil Max Raphel, dela pa so se začela leta 1903 in so bila dokončana leta 1907. Leta 1987 jo je obnovil arhitekt Jean-Michel Wilmotte.

## Zbirke
Prvotna zbirka je bila zbrana iz zasebnih zbirk leta 1824 in je bila v glavnem sestavljena iz rimskih starin, slik starih mojstrov in modernih slik. Kasneje so jo obogatile zapuščine, kot sta Roberta Gowerja leta 1869 in Charlesa Tura leta 1948 ter darila poklicnih in amaterskih umetnikov. Zbirka zdaj obsega 3600 del. 
V spodnji galeriji s tremi sobami so med drugim italijanske slike Jacopa Bassana (1515–1592), Lelia Orsija (1511–1587) in Andrea della Robbia (1435–1525). V sedmih prostorih zgornje galerije so flamske in nizozemske slike iz 16. in 17. stoletja (Rubens, Carel Fabritius, Pieter Coecke van Aelst (1502–1550), Leonaert Bramer) in francoske slike Renauda Levieuxa, Jean-Françoisa de Troya, Pierra Subleyrasa in Oliverja Cromwella s truplom Karla I. Paula Delarocha. Hranijo tudi slike v Nîmesu rojenih umetnikov Charlesa-Josepha Natoireja in Xavierja Sigalona.